# Litoscalpellum regina
Litoscalpellum regina är en kräftdjursart som först beskrevs av Henry Augustus Pilsbry 1907.  Litoscalpellum regina ingår i släktet Litoscalpellum och familjen Scalpellidae. Inga underarter finns listade i Catalogue of Life.